# Coulommes
 Coulommes  es una población y comuna francesa, en la región de Isla de Francia, departamento de Sena y Marne, en el distrito de Meaux y cantón de Crécy-la-Chapelle.

## Demografía
| 422 | 419 | 466 | 474 | 449 | 435 | 443 | 458 | 444 | 453 | 414 | 388 | 392 | 383 | 350 | 345 | 357 | 326 | 289 | 277 | 261 | 224 | 243 | 225 | 207 | 220 | 212 | 191 | 265 | 278 | 317 | 361 | 394 | 411 |
| Para los censos de 1962 a 1999 la población legal corresponde a la población sin duplicidades (Fuente: INSEE [Consultar]) |     |     |     |     |     |     |     |     |     |     |     |     |     |     |     |     |     |     |     |     |     |     |     |     |     |     |     |     |     |     |     |     |     |